# 第三个五年计划 (中国)
第三個五年計畫（亦稱「三五」計劃）是指中华人民共和国所制定從1965年到1970年底發展國民經濟的計劃。“三五”计划从1964年初开始研究和编制，1964年5月中央工作会议同意《第三个五年计划（1966－1970年）的初步设想》，1965年9月中华人民共和国国家计划委员会拟定同意《关于第三个五年计划安排情况的汇报提纲》。

## 目標
- 由於和美蘇的國際矛盾都加劇，把国防建设放在第一位，加快三线建设。
- 大力发展农业，解决人民的衣食问题，五年生产粮食4300億－4600亿斤、棉花3850萬－4200万担。
- 加强国防建设，五年生产钢1600萬－1800万吨、煤28500萬－29500万吨。
- 加强基础工业产品品种、產量，提出“备战、备荒、为人民”的指示。

## 執行
計畫開始不久，受到了文化大革命政治鬥爭的干擾，多數政策無法執行。1965－1970年的工农业总产值均每年增长9.6%，低于一五时期的发展速度；不過，以大庆油田为主的原油产量開始迅速增长。
- 石油开采2777万吨，炼钢652.7万吨，铁矿开采3590.1万吨。[2]
- 化肥204.16万吨，生产粮食4799亿斤。
- 棉纺锭322万吨，化学纤维1.23万吨。
- 新建铁路3894公里，公路31223公里。
- 816地下核工廠開工。

而軍事方面有所成就，第一颗氢弹在新疆爆炸成功，第一顆衛星也發射成功，同時一批國產坦克和裝甲車輛開始出現，軍工逐漸有國產化能力。

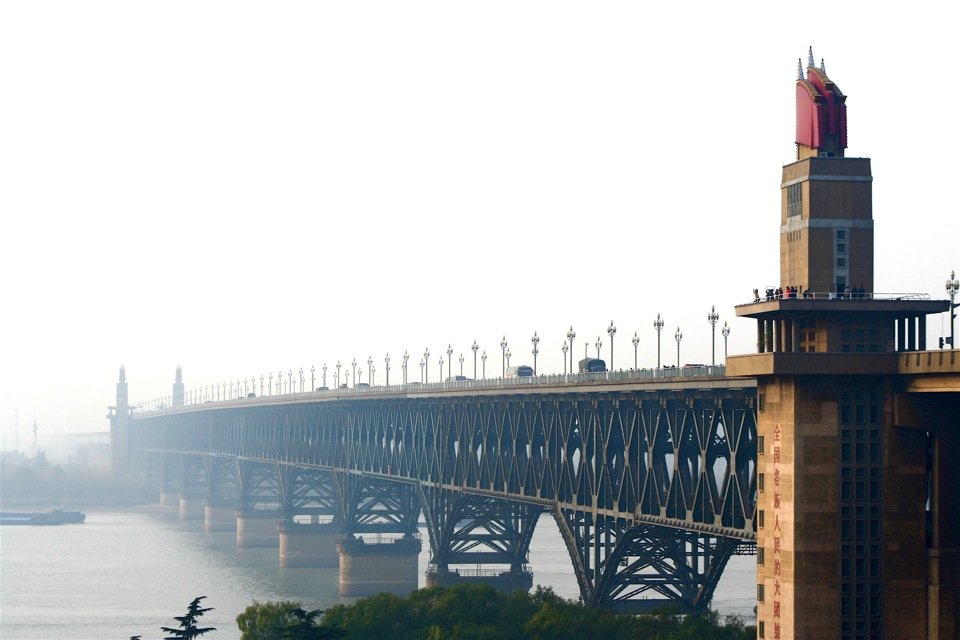
南京長江大橋完工
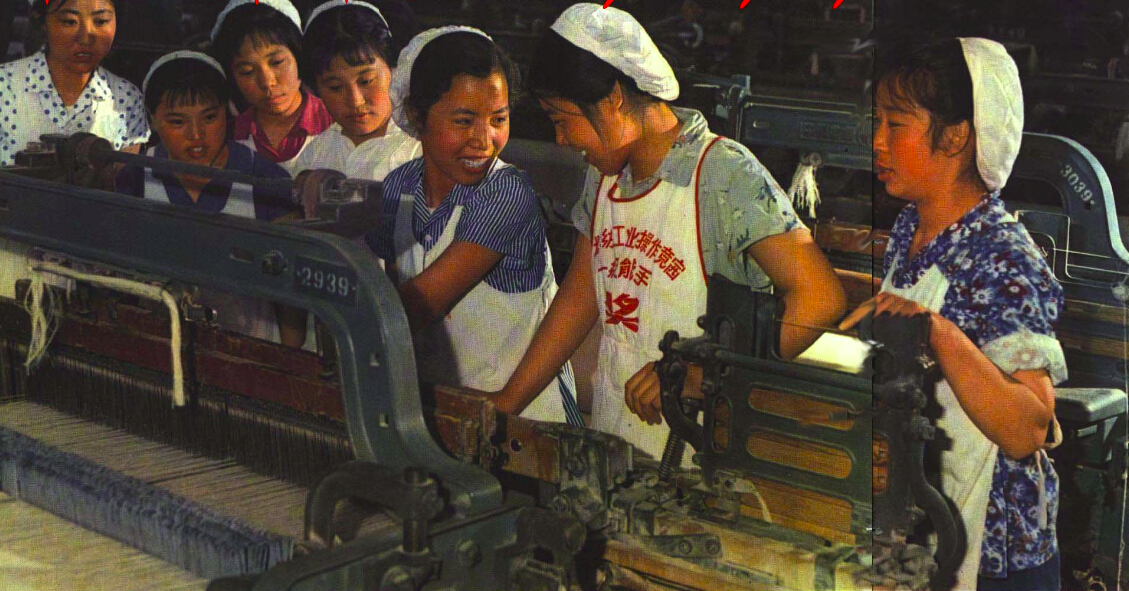
1966北京第三棉纺厂
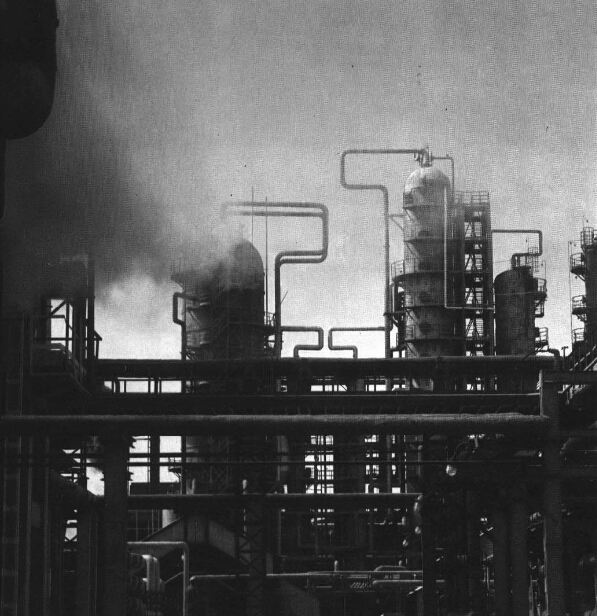
大庆炼油厂啟動
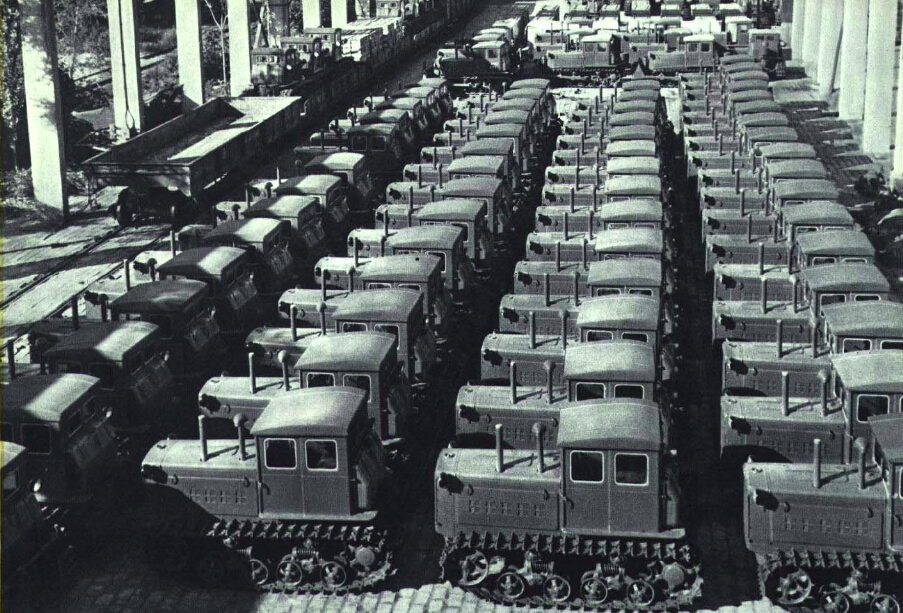
沈阳拖拉机厂的量產線
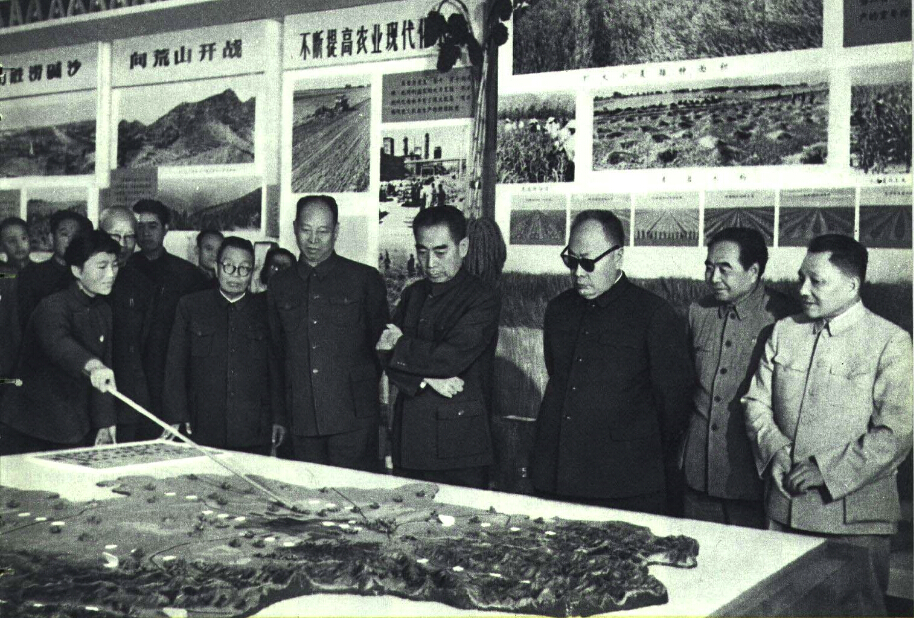
农业学大寨運動